# کوگلهوف
کوگلهوف (به آلمانی: Koglhof) یک منطقهٔ مسکونی در اتریش است که در وایتس واقع شده‌است. کوگلهوف ۳۰٫۲۹ کیلومتر مربع مساحت دارد ۶۰۰ متر بالاتر از سطح دریا واقع شده‌است.